# Acidente do teleférico de Stresa-Mottarone
O acidente do teleférico de Stresa-Mottarone ocorreu em 23 de maio de 2021, durante uma viagem programada, quando um teleférico caiu depois que um cabo se partiu a 300 metros do cume da montanha Mottarone, que fica perto do Lago Maior, no norte da Itália. Como resultado, catorze pessoas morreram e uma criança ficou gravemente ferida. O teleférico viajava em uma linha que ligava a cidade de Stresa ao cume da montanha Mottarone quando caiu em uma área de madeira, de acordo com o National Alpine Speleological Rescue Corps, que está liderando a operação de resgate. O acidente foi o desastre mais mortal de teleférico na Itália desde o acidente de teleférico em Cavalese de 1998.

## Antecedentes
O teleférico Stresa-Alpino-Mottarone é um teleférico ou carro de cabos, localizado no município de Stresa, na província de Verbano Cusio Ossola, em Piemonte, cujo objetivo é conectar a famosa cidade do Lago Maior com o cume de Mottarone. Foi construído em 1970 na rota remanescente antes ocupada pela antiga ferrovia de Mottarone, e está dividido em duas seções: a primeira conecta a cidade com a aldeia de Alpino, enquanto a segunda conecta Alpino com o topo da montanha.
Desde a sua inauguração até 2021, o teleférico passou por duas revisões extraordinárias relacionadas com a manutenção: a primeira em 2002, confiada à empresa Poma, e a segunda em 2014, operada pela empresa Leitner. Um precedente do acidente ocorreu em julho de 2001, quando uma cabine com 40 passageiros foi bloqueada no meio da viagem inicial, exigindo a intervenção das forças de resgate.

## Acidente
O desastre ocorreu quando o teleférico de Stresa-Mottarone subia em direção ao cume da montanha Mottarone. Quando um cabo se rompeu, a cabine balançou até atingir um poste e então caiu cerca de 20 metros antes de cair pelas encostas íngremes da montanha. Eventualmente, a cabine foi parada após impactar com algumas árvores. Os caminhantes relataram ter ouvido um alto barulho pouco antes do acidente, que se acredita ter sido causado pelo rompimento de pelo menos um dos cabos. Alguns dos que morreram foram atirados da cabine quando ela tombou. Imagens de televisão mostraram o cabo mais fino rompido, pendurado no poste.
A mídia noticia que o teleférico não estava operando há algum tempo, desde sábado, 22 de abril, por conta das medidas de segurança contra a COVID-19. O presidente da associação de teleféricos suíços, Berno Stoffel, explicou à televisão suíça que os regulamentos de segurança dos teleféricos na Suíça e na Itália eram idênticos, devido à prevalência de teleféricos na Suíça e à especialização em construção e manutenção.
O teleférico, construído em 1970, foi inicialmente projetado para uma capacidade de carga de 47 pessoas, porém a capacidade da cabine havia sido reduzida devido às medidas de segurança contra a COVID-19.

## Vítimas
Treze pessoas morreram no local do acidente, enquanto duas crianças de 5 e 9 anos ficaram gravemente feridas e levadas de avião para um hospital pediátrico em Turim. Posteriormente, a criança mais nova morreu de parada cardíaca, elevando o número de mortos para 14. As vítimas foram identificadas como oito cidadãos italianos, dos quais três eram de Vedano Olona, dois de Varese, dois de Bari e um de Cosença; havia também um turista iraniano, e uma família de cinco cidadãos israelenses de três gerações.
O único sobrevivente do acidente foi o filho de 5 anos da família israelense, que ficou hospitalizado em estado crítico no hospital Regina Margherita, em Turim.
O acidente foi o desastre mais mortal de teleférico na Itália desde o acidente de teleférico em Cavalese de 1998. Também é classificado como o quinto desastre de teleférico mais mortal da história, superado apenas pelo acidente de teleférico em Cavalese de 1976, que matou 43 pessoas, e o acidente de teleférico em Tbilisi de 1990, o acidente de teleférico em Cavalese de 1998 e o acidente de teleférico em Saint-Étienne-en-Dévoluy de 1999, cada um dos quais matou 20 pessoas.
| Vítima                     | Nacionalidade | Idade | Data de nascimento      |
| -------------------------- | ------------- | ----- | ----------------------- |
| Tal Peleg                  | Israel        | 26    | 13 de agosto de 1994    |
| Amit Biran                 | Israel        | 30    | 2 de fevereiro de 1991  |
| Tom Biran                  | Israel        | 2     | 16 de março de 2019     |
| Barbara Cohen Konisky      | Israel        | 71    | 11 de fevereiro de 1950 |
| Itshak Cohen               | Israel        | 81    | 17 de novembro de 1939  |
| Mohammadreza Shahaisavandi | Irão          | 22    | 25 de agosto de 1998    |
| Serena Cosentino           | Itália        | 27    | 4 de maio de 1994       |
| Silvia Malnati             | Itália        | 26    | 7 de julho de 1994      |
| Alessandro Merlo           | Itália        | 29    | 13 de abril de 1992     |
| Vittorio Zorloni           | Itália        | 54    | 8 de setembro de 1966   |
| Elisabetta Personini       | Itália        | 37    | 9 de julho de 1983      |
| Mattia Zorloni             | Itália        | 5     | 9 de agosto de 2015     |
| Angelo Vito Gasparro       | Itália        | 45    | 24 de abril de 1976     |
| Roberta Pistolato          | Itália        | 40    | 23 de maio de 1981      |

## Investigação
Imediatamente após o trabalho de resgate, o promotor de Verbania, Olimpia Bossi, ordenou a apreensão do sistema de teleférico a fim de organizar investigações para esclarecer e apurar outras causas que levaram à falha do cabo do sistema.

## Reações
O presidente italiano Sergio Mattarella e o primeiro-ministro italiano Mario Draghi expressaram condolências e sentimentos aos familiares dos falecidos, exigindo uma forte referência às normas de segurança em vigor e à implementação de protocolos de emergência. O primeiro-ministro Mario Draghi emitiu a seguinte declaração após o desastre: "Soube com profunda tristeza a notícia do trágico acidente do teleférico de Stresa-Mottarone. Expresso as condolências de todo o governo às famílias das vítimas, com um pensamento especial para as crianças gravemente feridas e suas famílias".
A presidente da Comissão Europeia Ursula von der Leyen também comunicou nas suas redes sociais as suas condolências e sentimentos às pessoas afectadas pela tragédia, e acrescentou: "Estou triste com a tragédia".
Marcella Severino, a prefeita de Stresa, disse à emissora nacional RAI: "Estamos arrasados, com dor".